# Plegmund
Plegmund (zm. 2 sierpnia 914) – eremita z okolic Chester, arcybiskup Canterbury od 889, święty Kościoła katolickiego.
Pochodził z Mercji. W 889 roku został wybrany na urząd arcybiskupa, a 890 zatwierdzony na tym stanowisku przez papieża Stefana V. 
Wspomnienie liturgiczne św. Plegmunda obchodzone jest 23 lipca.